# Le Tout Nouveau Testament
Pour les articles homonymes, voir Nouveau Testament (homonymie).
Pour plus de détails, voir Fiche technique et Distribution.
Le Tout Nouveau Testament est un film belgo-luxembourgo-français, réalisé par Jaco Van Dormael, coécrit avec Thomas Gunzig et sorti en 2015, avec Pili Groyne, Benoît Poelvoorde, Yolande Moreau, François Damiens et Catherine Deneuve dans les rôles principaux.
Le film obtient quatre récompenses aux Magritte du cinéma 2016, dont meilleur film, meilleur réalisateur et meilleur scénario original. Le film est également présenté à la Quinzaine des réalisateurs du Festival de Cannes 2015.

## Synopsis
Alors que Dieu passe ses journées à rendre la vie des gens infernale, Ea, sa fille, souhaite punir son père pour son comportement. Pour libérer les humains de la peur de la mort, elle dévoile par SMS la date de décès de chaque individu et bloque l'ordinateur de Dieu, qui lui servait à manipuler les mortels. Sur les conseils de son frère J.-C., elle part alors à la recherche de six nouveaux apôtres pour écrire un « tout Nouveau Testament ».

## Fiche technique
- Titre original : Le Tout Nouveau Testament
- Réalisation : Jaco Van Dormael
- Scénario : Jaco Van Dormael et Thomas Gunzig
- Directeur de la photographie : Christophe Beaucarne
- Montage : Hervé de Luze
- Décors : Sylvie Olivé
- Costumes : Caroline Koener
- Musique : An Pierlé[3]
- Directeur de production: Marc Dalmans
- Effets visuels : Emilien Lazaron
- Production : Jaco Van Dormael (producteur), David Claikens, Jérôme de Béthune, David Grumbach, Philippe Logie, Daniel Marquet, Olivier Rausin, Frank Van Passel, Patrick Vandenbosch, Alex Verbaere et Arlette Zylberberg (coproducteurs).
- Société de production : Terra Incognita Films
- Sociétés de coproduction : Climax Films, Après le Déluge, Juliette Films, Caviar Films, Orange Studio, VOO, BeTV, RTBF, Belga Productions.
- Société de distribution : Le Pacte (France)
- Pays d'origine :  Belgique,  France et  Luxembourg
- Langue originale : français
- Genre : comédie noire, fantastique
- Durée : 113 minutes
- Dates de sortie :
  - France : 17 mai 2015 (Festival du film de Cannes)
  - Belgique : 1er septembre 2015
  - France : 2 septembre 2015
  - Luxembourg : 23 septembre 2015
  - Québec : 9 octobre 2015

## Distribution
- Pili Groyne : Ea, la fille de Dieu, télékinésiste et narratrice.
- Benoît Poelvoorde : Dieu
- Cyrille Perrin : Doublure de Dieu
- Yolande Moreau : la femme de Dieu
- Marco Lorenzini : Victor, le clochard
- Laura Verlinden : Aurélie, première apôtre
  - Nora Young : Aurélie (enfant)
- Didier De Neck : Jean-Claude, deuxième apôtre
- Serge Larivière : Marc, troisième apôtre
  - Louis Durant : Marc (à 9 ans)
- François Damiens : François, quatrième apôtre
  - Tom Canivet : François (à 8 ans)
- Catherine Deneuve : Martine, cinquième apôtre
- Romain Gelin : Willy, sixième apôtre
- Johan Heldenbergh : le prêtre
- David Murgia : Jésus Christ
- Anna Tenta (de) : Xenia, l'allemande de la plage (adulte)
- Johan Leysen : le mari de Martine
- Bilal Aya : Philippe, le gigolo de Martine
- Dominique Abel : Adam
- Lola Pauwels : Eve
- Sandrine Laroche : Catherine
- Jean-Luc Piraux : le père de Willy
- Anne-Pascale Clairembourg : la mère de Willy
- Aïssatou Diop : l'infirmière
- Michèle Anne De Mey : Andrée
- Armand Van Dormael : le nonagénaire
- Pascal Duquenne : Georges
- Viviane De Muynck : la mère de Georges
- Gaspard Pauwels : Kevin
- Kody : Jean-Pierre
- Kiko Mirales : le gorille

## Lieux de tournage
- Blankenberge
- Bruxelles (bois de la Cambre)
- Molenbeek-Saint-Jean (canal, station de métro Comte de Flandre)
- Namur (église Notre-Dame d'Harscamp)
- Genval (Maubroux)
- Berchem-Sainte-Agathe (La Cité Moderne)
- Jökulsárlón, Islande

## Autour du film
- La séquence finale est illustrée par le thème Aquarium, extrait du Carnaval des animaux de Camille Saint-Saëns, dans la version enregistrée par Charles Dutoit avec le London Sinfonietta.
- Benoît Poelvoorde joue dans ce film avec sa belle-mère, Catherine Deneuve.
- Pascal Duquenne joue également dans ce film avec sa belle-mère, Viviane De Muynck

## Accueil
Les critiques dans la presse française obtiennent une note moyenne de 3,2/5 (sur 33 critiques) sur le site Allocine. Sur ce même site, les critiques des spectateurs indiquent une note moyenne plus basse de 2,5/5 (sur 4 201 notes). Sur la base de données internationale IMDb, ce film obtient la note moyenne de 7,1/10 (sur 22 499 votants).
Dans Charlie Hebdo, Gérard Biard a écrit que « [...] D'une manière générale, le plaisir palpable de tout le casting à se retrouver dans cet objet filmique inqualifiable, qui empile les scènes cultes [...] et où le sacrilège déconnant fraye avec le surréalisme et la fable existentielle, n'est pas pour rien dans le pied monumental que l'on prend à « lire » ce Tout Nouveau Testament qui enterre sans peine tous les précédents. ». Pour Paris Match, Alain Spira écrit à propos du réalisateur : « Son éréthisme créatif cache un humanisme désespéré dont l'humour belge blasphématoire mériterait que son auteur soit canonisé. » et il conclut : « Athez-vous [sic] d'aller voir ce film avant que Dieu le censure ! ». 
Dans les critiques les plus négatives, Clémentine Gallot de Libération écrit : « L'apôtre Deneuve ne fait rien à ce déluge de mièvrerie bien-pensante chez un cinéaste en pleine crise de jean-pierre-jeunettisation avancée. »

## Distinctions

### Récompenses
- Festival international du film de Catalogne 2015 : meilleure actrice pour Pili Groyne
- 6e cérémonie des Magritte du cinéma :
  - Magritte du meilleur film
  - Magritte du meilleur réalisateur
  - Magritte du meilleur scénario original ou adaptation
  - Magritte de la meilleure musique originale
- Trophées francophones du cinéma 2016 : 
  - Trophée francophone de l'interprétation masculine pour Benoît Poelvoorde
  - Trophée francophone du scénario pour Jaco Van Dormael et Thomas Gunzig

### Nominations et sélections
- Festival de Cannes 2015 : sélection à la Quinzaine des réalisateurs
- Golden Globes 2016 : meilleur film en langue étrangère
- Césars 2016 : Meilleur film étranger